# Gynoplistia (Gynoplistia) lowanna
Gynoplistia (Gynoplistia) lowanna is een tweevleugelige uit de familie steltmuggen (Limoniidae). De soort komt voor in het Australaziatisch gebied.